# 霍羅迪欣斯凱
49°27′28″N 24°19′5″E / 49.45778°N 24.31806°E
霍羅迪欣斯凱（羅馬化：Horodyshchenske）是烏克蘭西部利維夫州斯特雷區的村莊。該村面積1.19平方公里，海拔高度274米，2001年人口554，人口密度每平方公里466.33人。